# 中村科学工業
中村科学工業株式会社（なかむらかがくこうぎょう、Nakamura Kagakukogyo Co., Ltd.）は、愛知県岡崎市に本社・工場を置く日本のプラスチック（合成樹脂）産業用装置・設備メーカーである。
1943年5月創業。1965年5月、会社設立。
主にプラスチック（合成樹脂）射出成形用の材料乾燥装置（ホッパードライヤ）や金型温度調節機などを製造。